# Paul Gonzales
Paul Garza Gonzales (Los Angeles, 1964. április 18. –) olimpiai bajnok amerikai ökölvívó.
Los Angeles szinte kizárólag hispán-amerikaiak által lakott keleti részén született.

## Amatőr eredményei
- 1983-ban ezüstérmes a pánamerikai játékokon papírsúlyban.
- 1984-ben olimpiai bajnok papírsúlyban. Ő kapta az olimpia legtechnikásabb ökölvívójának járó Val Barker-díjat.

## Profi karrierje
1985-ben kezdte profi pályafutását, de kiemelkedő eredményeket nem ért el. Egyetlen címmérkőzését 1990. június 10-én  a szintén amerikai IBF harmatsúlyú világbajnok Orlando Canizales ellen vívta, de kikapott. 20 mérkőzéséből 16-ot nyert meg és négyet vesztett el.